# Zahida Membrado
Zahida Membrado (Barcelona, segle XX) és una periodista catalana especialitzada en l'Iran.
Va estudiar periodisme a la Universitat Ramon Llull i va continuar el seus estudis fent un en relacions internacionals a la Universitat de Barcelona. Va treballar com a corresponsal d'Europa Press a Balears. Entre els anys 2014 i 2016 va viure i treballar al país com a corresponsal d’El Mundo, període durant el qual també va col·laborar com a reportera independent amb diversos mitjans, com Hispanopost-Miami, Diari Ara, SER Radio o Deutsche Welle. Va ser cap regional a l'Agència Nacional de Notícies Europa Press durant sis anys; abans d’això, va treballar a l'Agència EFE a Londres. El 2024 estava establerta a Barcelona, des d'on col·labora com a periodista internacional freelance amb diversos mitjans. Els seus últims viatges han estat a l'Iran, l'any 2022, on va realitzar un treball sobre dones artistes, i a l'Iraq, el 2023, on ha viatjat per conèixer un grup de dones iranianes kurdes exiliades. El treball resultant ha sortit publicat a El País.